# Ultimate Spider-Man (telessérie animada)
Ultimate Spider-Man foi uma série de animação estadunidense do personagem Homem-Aranha publicado pela Marvel Comics. Marginalmente inspirada na história da revista de mesmo nome, a nova série esta sendo exibida na rede de televisão Disney XD desde 1 de abril de 2012.
No início da série, o estudante Peter Parker (idade aproximada entre 16-19 anos ) está completando cerca de um ano como o Homem-Aranha quando é  recrutado por Nick Fury para fazer parte de um programa experimental da S.H.I.E.L.D de treinamento de novos super-heróis. Junto com Peter Parker/Homem- Aranha, participam também do programa quatro outros heróis novatos da mesma faixa de idade: Ava Ayala (Tigresa Branca),  Danny Rand (Punho de Ferro), Luke Cage (Power Man), e Sam Alexander (Nova). Os membros do grupo, nas suas identidades civis, passam então a frequentar o colégio de Parker ("Midtown High" na cidade de Nova York), sob a vigilância do agente da S.H.I.E.L.D., Phil Coulson, que se passa  pelo diretor da escola. A rotina diária dos adolescentes na escola é mesclada então com sessões de treinamento na fortaleza aérea da S.H.I.E.L.D (o "Helicarrier") e missões atribuídas ao grupo por Fury.

## Elenco de vozes

### Elenco principal
- Drake Bell como Peter Parker/Homem Aranha [3][4][5]
- Ogie Banks – Powerman/Luke Cage[6]
- Greg Cipes – Punho de Ferro/Daniel "Danny" Rand[6]
- Clark Gregg como Agente/Diretor Phil Coulson [3][4]
- Stan Lee como Stan, o zelador [4]
- Chi McBride – Nick Fury,[3][4][7] Thunderball/Eiliot Franklin[8]
- J. K. Simmons – J. Jonah Jameson[9]
- Steven Weber – Duende Verde/Norman Osborn,[3][4] Ardiloso Peter Petruski[10]
- Tom Kenny – Doutor Octopus/Otto Octavius,[11] Mago/Bentley Whittman,[10] Dr. Curt Connors (Temporada 1),[12]Tufão/David Cannon[13]
- Matt Lanter – Harry Osborn, Eugene "Flash" Thompson,[6] Venom,[14] Garra Sônica/Ulysses Klaw[10]
- Misty Lee – Tia May[6]
- Caitlyn Taylor Love – Tigresa Branca/Ava Ayala[6][15]
- Logan Miller – Nova/Sam Alexander[6]
- Tara Strong – Mary Jane Watson/Rainha Carnificina/Mulher-Aranha,[6] Tundra[10]

### Elenco adicional
- Dove Cameron  – Gwen Stacy/Spider-Gwen [16]
- Diedrich Bader – Kraven/Sergei Kravinoff, Cavaleiro da Lua/Marc Spector[17]
- Dee Bradley Baker – Homem-Areia/Flint Marko,[18] Lagarto/Dr. Curt Connors (Temporada 2),[19] Carnificina[20]
- Troy Baker – Loki,[21] Gavião Arqueiro/Clint Barton[22]
- Christopher Daniel Barnes – Electro/Maxwell "Max" Dillon[23]
- Jeff Bennett – Slam Adams,[24] Prefeito de Boston[24]
- Steven Blum – Wolverine/James "Logan" Howlett,[25] Besouro, Doutor Sansão/Leonard Samson[26]
- Dave Boat – Leo/ Soldado Zodiaco #1[27]
- Clancy Brown – Treinador/Tony Masters[28]
- Cam Clarke – Capitão Ultra/Griffin Gogol, Piledriver/Brian Calusky[8]
- Jack Coleman – Doutor Estranho/Stephen Strange[27]
- Grey DeLisle – Bruxa de Salem[24]
- John DiMaggio – Wrecker/Dirk Garthwaite,[8] Urso Pardo/Maxwell Markham[29]
- Michael Clarke Duncan – Groot[30]
- Greg Grunberg – Tio Ben Parker[27]
- Mark Hamill – Pesadelo, Shao Lao[27]
- Maurice LaMarche – Doutor Destino/Victor Von Doom,[28] Plymouth Rocker,[24] Charles,o mordomo[24]
- Phil LaMarr – JARVIS[28]
- Peter Lurie – Dentes de Sabre/Victor Creed[25]
- Jason Marsden – Aranha de Aço/Oliver "Ollie" Osnick[24]
- Max Mittelman – Rino[31]
- Phil Morris – Escorpião/Max Fury, Leo Soldado do Zodíaco #2[27]
- Nolan North – Homem Lobo/John Jameson, Deadpool/Wade Wilson[32]
- Adrian Pasdar – Homem de Ferro/Tony Stark
- Rob Paulsen – Batroc[28]
- Kevin Michael Richardson – Joseph "Robbie" Robertson, Bulldozer/Henry Camp, Fanático/Cain Marko, Howard, o Pato, Awesome Android, Mac Porter do Controle de Danos[8]
- Daryl Sabara – Alex O'Hirn[31]
- Dwight Schultz – Mesmero[25]
- Roger Craig Smith – Capitão América/Steve Rogers[33]
- Keith Szarabajka – Laser Vivo/Arthur Parks[28]
- Fred Tatasciore – Hulk/Bruce Banner,[25] Phalanx[34]
- Travis Willingham – Thor, Skurge, o Executor[21]
- Terry Crews - Blade/Eric Brooks
- Donald Glover - Homem-Aranha/Miles Morales
- Debby Ryan - Jessie Prescott
- Peyton List - Emma Ross
- Cameron Boyce - Luke Ross
- Karan Brar - Ravi Ross
- Skai Jackson - Zuri Ross

### Dublagem brasileira
- Felipe Grinnan - Peter Parker/Homem-Aranha
- Priscila Franco - Mary Jane Watson
- Guilherme Lopes - Nick Fury
- Hermes Baroli - Tony Stark/Homem de Ferro
- Fábio Moura - Phil Coulson
- Luiz Carlos de Moraes - Zelador Stan
- Gilberto Baroli - Venom
- Marcelo Pissardini - Wolverine
- Márcio Araújo - Flash Thompson
- Cecília Lemes - Tia May Parker
- Luis Antonio Lobue - Tio Ben Parker
- Wendel Bezerra - Doutor Estranho
- Wellington Lima - Max Fury/Escorpião
- Luiz Laffey - Mesmero
- Vagner Fagundes - Daniel "Danny" Rand/Punho de Ferro
- Glauco Marques - Luke Cage/Power Man
- Cassia Bisceglia - Ava Ayala/Tigresa Branca
- Thiago Zambrano - Sam Alexander/Nova
- Mauro Castro - Hulk
- Cesar Marchetti - Dr. Octopus
- Marco Aurélio Campos - Harry Osborn
- Marco Antonio Abreu - Mago
- Adriana Pissardini - Tundra
- Antônio Moreno - Dentes de Sabre
- Rodrigo Araújo - Garra
- Renato Márcio - J. Jonah Jameson

Vozes adicionais: Alfredo Rollo, Carlos Campanille, Hamilton Ricardo, Melissa Lucena, Pedro Costa, Ramon Campos, Renato Soares, Renan Gonçalves e Silvio Giraldi.
Tradução: Marco Aurélio Nunes
Direção de dublagem: Yuri Chesman
Técnico de gravação: Wellington Batista
Edição e mixagem: Ricardo Pavani
Estúdio: TV Group Digital Brasil

## Produção
Alex Soto foi escolhido para ser o diretor da série.  Brian Michael Bendis e Paul Dini são os escritores e produtores da série.  O grupo Man of Action, (Um grupo constituído por Steven T. Seagle, Joe Kelly, Joe Casey e Duncan Rouleau), os criadores da série animada Ben 10 e Generator Rex, foram os produtores executivos da série.  Foram encomendados 26 episódios para a primeira temporada  De acordo com  Paul Dini, essa série terá uma "redefinição" Peter Parker. Ele afirmou também que terá personagens exclusivos para a série.  O ator J.K. Simmons confirmou que ele vai reprisar seu papel como J. Jonah Jameson da trilogia de Sam Raimi, os filmes live-action do Homem-Aranha. Em uma entrevista com o LA Times, o ator Adrian Pasdar confirmou que ele estaria dublando o personagem Tony Stark na série.
Em um evento da San Diego Comic Con, foi confirmado que o Homem-Aranha vai ser juntar com membros da equipe de super-heróis Vingadores, incluindo Homem de Ferro, Capitão América, Hulk e Thor. Vários outros personagens e vilões também têm sido confirmados para aparecer na série, incluindo, Abominável, Escorpião, e Chicote Negro, enquanto Venom, Doutor Destino, Electro e Doutor Octopus foram revelados em um trailer mostrado durante o evento. Os vigilantes Luke Cage,Nova,Tigresa Branca e Punho de Ferro também irão aparecer.
Drake Bell empresta a voz ao herói Peter Parker, o Homem-Aranha, depois de ter interpretado a paródia Libélula do filme Super Herói, o Filme.

## Episódios

### 1ª Temporada (2012)
| №   | #  | Título                                                    | Exibição original                        | Audiencia em Milhões |
| --- | -- | --------------------------------------------------------- | ---------------------------------------- | -------------------- |
| 1º  | 01 | "Grande Poder (Parte 1)" Great Power"                     | 01 de Abril de 2012 14 de Julho de 2012  | 3.9                  |
| 2º  | 02 | "Grande Responsabilidade (Parte 2)" Great Responsibility" | 01 de Abril de 2012 15 de Julho de 2012  | 3.9                  |
| 3º  | 03 | "Condenado" Doomed"                                       | 08 de Abril de 2012 21 de Julho de 2012  | 3.5                  |
| 4º  | 04 | "Venom" Venom"                                            | 15 de Abril de 2012 22 de Julho de 2012  | 3.6                  |
| 5º  | 05 | "O Voo do Aranha de Ferro" Flight of the Iron Spider"     | 22 de Abril de 2012 28 de Julho de 2012  | 3.2                  |
| 6º  | 06 | "Por Que Eu Odeio Educação Física" Why I Hate the Gym"    | 29 de Abril de 2012 29 de Julho de 2012  | 2.8                  |
| 7º  | 07 | "Exclusiva" Exclusive"                                    | 06 de Maio de 2012 04 de Agosto de 2012  | 3.3                  |
| 8º  | 08 | "De Volta de Preto" Back in Black"                        | 13 de Maio de 2012 05 de Agosto de 2012  | 3.8                  |
| 9º  | 09 | "Excursão" Field Trip"                                    | 20 de Maio de 2012 12 de Agosto de 2012  | 3.6                  |
| 10º | 10 | "Estranho" Freaky"                                        | 17 de Junho de 2012 11 de Agosto de 2012 | 3.4                  |
| 11º | 11 | "Venom Ataca" Venomous"                                   | 24 de Junho de 2012 18 de Agosto de 2012 | 3.1                  |
| 12º | 12 | "Um Tempo Só Meu" Me Time"                                | 01 de Julho de 2012                      | 3.9                  |
| 13º | 13 | "Dias Estranhos" Strange"                                 | 08 de Julho de 2012 19 de Agosto de 2012 | 4.2                  |
| 14º | 14 | "Incrível" Awesome"                                       | 15 de Julho de 2012                      | 4.0                  |
| 15º | 15 | "Somente Para Seus Olhos" For Your Eyes Only"             | 22 de Julho de 2012                      | 3.7                  |
| 16º | 16 | "Besouro Mania" Beetle Mania"                             | 29 de Julho de 2012                      | 3.2                  |
| 17º | 17 | "Dia de Nevasca" Snow Day"                                | 05 de Agosto de 2012                     | 2.9                  |
| 18º | 18 | "Danos" Damage"                                           | 19 de Agosto de 2012                     | 2.9                  |
| 19º | 19 | "Hulk em Casa Doente" Home Sick Hulk"                     | 09 de Setembro de 2012 2013              | 4.1                  |
| 20º | 20 | "Corra Porco, Corra!" Run Pig Run!"                       | 16 de Setembro de 2012 2013              | 3.8                  |
| 21º | 21 | "Eu Sou o Homem-Aranha" I Am Spider-Man"                  | 23 de Setembro de 2012 2013              | 3.4                  |
| 22º | 22 | "O Octopus de Ferro" The Iron Octopus"                    | 30 de Setembro de 2012 2013              | 2.7                  |
| 23º | 23 | "Não é um Brinquedo" Not a Toy"                           | 07 de Outubro de 2012 2013               | 2.4                  |
| 24º | 24 | "Ataque do Besouro" Attack of the Beetle"                 | 14 de Outubro de 2012 2013               | 3.0                  |
| 25º | 25 | "Revelado (Parte 1)" Revealed"                            | 28 de Outubro de 2012 2013               | 3.6                  |
| 26º | 26 | "A Ascensão do Duende (Parte 2)" Rise of the Goblin"      | 28 de Outubro de 2012 2013               | 3.6                  |

### 2ª Temporada (2013)
2.01 - O Lagarto
2.02 - O Electro
2.03 - O Rino
2.04 - Kraven, o caçador
2.05 - Gavião Arqueiro
2.06 - O Sexteto Sinistro
2.07 - Homem Aranha
2.08 - Carnificina
2.09 - Prisão Domiciliar
2.10 - O Homem-Lobo
2.11 - Enxame
2.12 - Homem-Aranha Pequenininho
2.13 - A Jornada do Punho de Ferro
2.14 - O Incrível Aranha-Hulk
2.15 - Ultimate Deadpool
2.16 - Bomba Venom
2.17 - Guardiões da Galaxia
2.18 - A Armadilha dos Pais
2.19 - Stan Comigo
2.20 - Fim do Jogo
2.21 - Blade
2.22 - O Comando Selvagem
2.23 - Segunda Chance Para Ser Um Herói
2.24 - O Retorno do Homem-Areia
2.25 - A Volta do Sexteto Sinistro - (Parte 1)
2.26 - Definitivo - (Parte 2)

### 3ª Temporada (2014-2015): Rede de Guerreiros
3.01 - O Homem-Aranha Vingador - Parte 1
3.02 - O Homem-Aranha Vingador - Parte 2
3.03 - Agente Venom
3.04 - Manto e Adaga
3.05 - O Próximo Aranha de Ferro
3.06 - Rede de Guerreiros - O Abutre
3.07 - O Homem-Aranha Selvagem
3.08 - Novos Guerreiros
3.09 - As versões do Aranha - Parte 1
3.10 - As versões do Aranha - Parte 2
3.11 - As versões do Aranha - Parte 3
3.12 - As versões do Aranha - Parte 4
3.13 - O Retorno dos Guardiões da Galaxia
3.14 - Academia da S.H.I.E.L.D
3.15 - Rino Enlouquecido
3.16 - Homem-Formiga
3.17 - Gerencia do Burrito
3.18 - Desumanidade
3.19 - O Ataque dos Synthezoids - (Parte 1)
3.20 - A Vingança de Arnim Zola - (Parte 2)
3.21 - Noite de Halloween no Museu
3.22 - Pesadelo no Natal
3.23 - Concurso de Campeões - Parte 1
3.24 - Concurso de Campeões - Parte 2
3.25 - Concurso de Campeões - Parte 3
3.26 - Concurso de Campeões - Parte 4

### 4ª Temporada (2016-2017): Versus Sexteto Sinistro
4.01 - Hydra Ataca - Parte 1
4.02 - Hydra Ataca - Parte 2
4.03 - Longe de Casa
4.04 - Abutre de Ferro
4.05 - Lagartos
4.06 - Duplo Agente Venom
4.07 - Encalhado
4.08 - Anti-Venom
4.09 - Força da Natureza
4.10 - O Novo Sexteto Sinistro - Parte 1
4.11 - O Novo Sexteto Sinistro - Parte 2
4.12 - Agente Teia
4.13 - A Saga Simbionte - Parte 1
4.14 - A Saga Simbionte - Parte 2
4.15 - A Saga Simbionte - Parte 3
4.16 - O Retorno do Aranha-Verso - Parte 1
4.17 - O Retorno do Aranha-Verso - Parte 2
4.18 - O Retorno do Aranha-Verso - Parte 3
4.19 - O Retorno do Aranha-Verso - Parte 4
4.20 - O Pequeno Estranho Halloween
4.21 - Os Caçadores Aranhas - Parte 1
4.22 - Os Caçadores Aranhas - Parte 2
4.23 - Os Caçadores Aranhas - Parte 3
4.24 - O Cavaleiro da Lua Depois do Natal
4.25 - Dia de Graduação - Parte 1
4.26 - Dia de Graduação - Parte 2